# Vestul Sălbatic (film din 1979)
Vestul Sălbatic (titlul original: în engleză The Wild West) este un film western american, realizat în 1979 de regizorul Laurence Joachim. 
Protagoniștii filmului sunt actorii Charles Bronson, Steve McQueen, Clint Eastwood și John Wayne.

## Rezumat
Cea mai fabuloasă distribuție de vedete și scene de acțiune sunt evidențiate în acest spectaculos western. O compilație de lungmetraje care spune povestea vestului cu filmări din diferite lungmetraje memorabile și cu actori consacrați.

## Distribuție
- Ray Owens – naratorul
- Charles Bronson – Luke Welsh – imagini de arhivă
- Clint Eastwood – imagini de arhivă
- Steve McQueen – imagini de arhivă
- John Wayne – diverse personaje

Alți actori în ordine alfabetică – cu imagini de arhivă:
- Robert Blake
- Ernest Borgnine
- William Boyd
- Raymond Burr
- Broderick Crawford
- Joan Crawford
- John Derek
- Angie Dickinson
- Bill Elliott
- Henry Fonda
- Glenn Ford
- Sterling Hayden
- Rita Hayworth
- William Holden
- Ben Johnson
- Grace Kelly
- Lash La Rue
- Fred MacMurray
- Ken Maynard
- Tim McCoy
- Joel McCrea
- Robert Mitchum
- Leonard Nimoy
- Maureen O'Hara
- Gregory Peck
- Roy Rogers
- Mickey Rooney
- Randolph Scott
- Barbara Stanwyck
- Barry Sullivan
- Lee Van Cleef
- Robert Vaughn